# Tolen (Kimstads socken, Östergötland)
Tolen är en sjö i Norrköpings kommun i Östergötland och ingår i Motala ströms huvudavrinningsområde.